# Ulica Władysława Opolskiego w Wodzisławiu Śląskim
Ulica Władysława opolskiego w Wodzisławiu Śląskim to historyczna ulica Wodzisławia, pamiętająca czasy Średniowiecza. Już w 1810 r. nosiła nazwę Kirche Strasse (pl Kościelna).Wówczas znajdowała się w Dzielnicy Raciborskiej. Obecna nazwa jest dla upamiętnienia Fundatora Miasta - Władysława Opolskiego. Ulica ta swój początek bierze na Rynku, a kończy na skrzyżowaniu z ul. Kościelną. Tworzy siatkę wodzisławskiej starówki i pełni funkcję deptaka. Do roku 2006 ulica była wyłożona tzw. "betonową trylinką". Od października 2006 zgodnie z zaleceniami konserwatora zabytków ulica wyłożona jest granitową kostką brukową. Ze względu na położenie w północnej części Rynku nie ma przy tej ulicy żadnych ciekawych obiektów. Znajduje się tu jedynie figura Władysława Opolskiego w niszy kamienicy na rogu ww. ulicy oraz ul. Kościelnej.

## Galeria

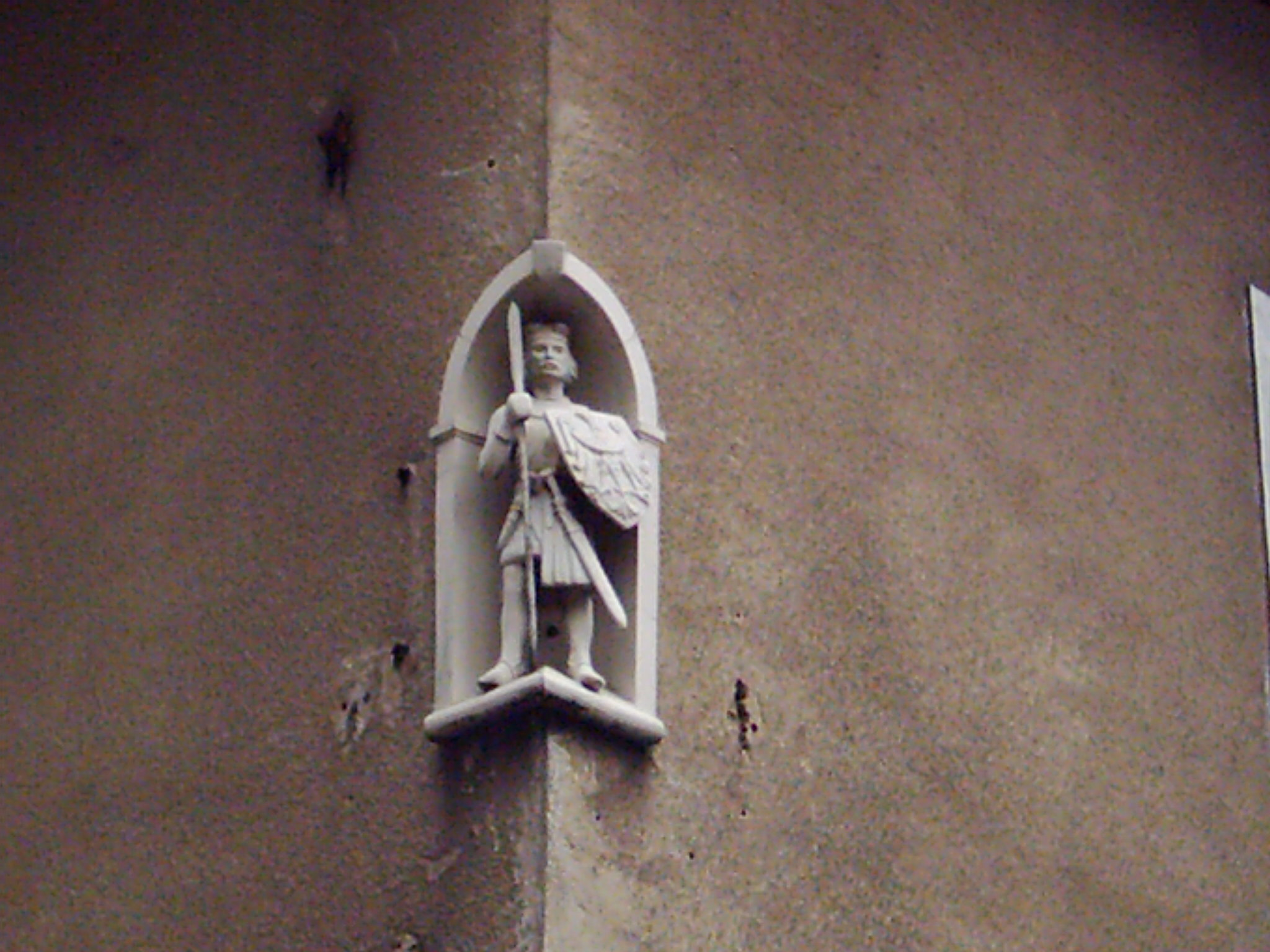
Figura Władysława Opolskiego w niszy kamienicy na rogu ulic W. Opolskiego i Kościelnej